# Surimono

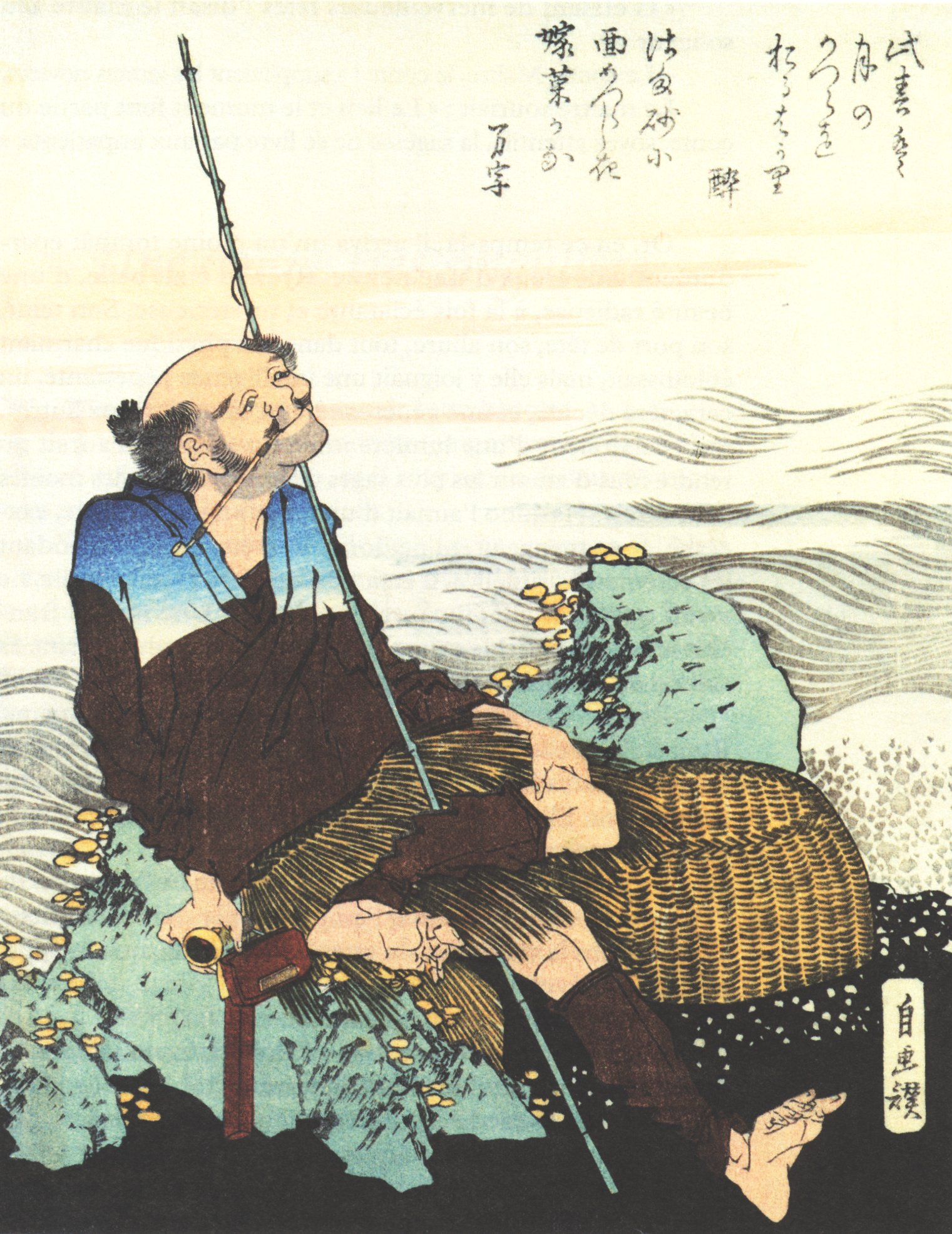
Một bản in surimono của Katsushika Hokusai

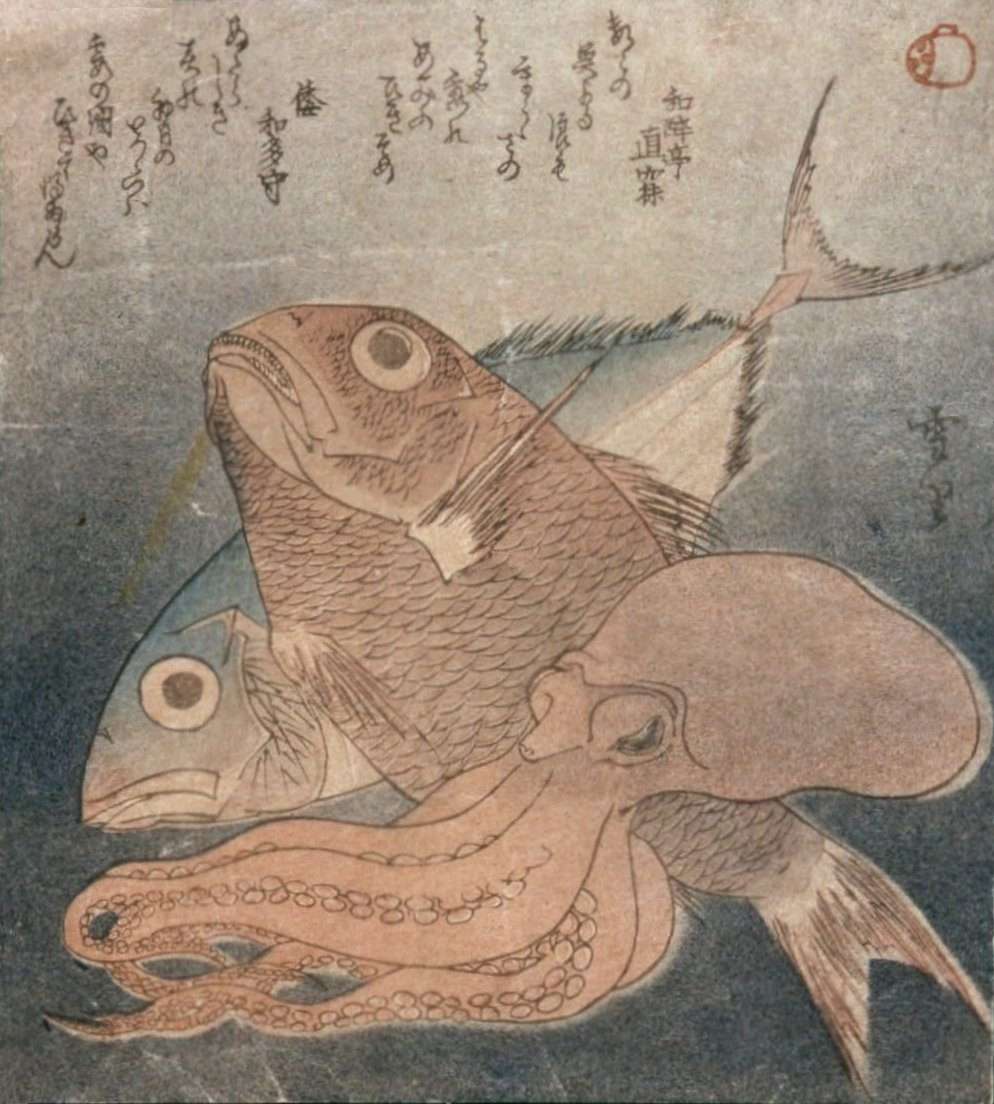
Mực, cá tráp và cá ngừ Bonito. của Setsuri (hiện không có thông tin gì về Setsuri (雪里) ngoài việc ông từng thiết kế bản in surimono này cho Đội trình diễn Trống (có con dấu ở góc phải trên) khoảng năm 1820).

Surimono (摺物) là một thể loại in mộc bản của Nhật Bản. Chúng được đặt riêng cho những dịp đặc biệt như Giao thừa. Surimono có nghĩa đen là "vật được in". Được sản xuất với số lượng nhỏ, đối tượng hướng đến chủ yếu là giới văn nhân. Surimono thường mang tính thử nghiệm đề tài, phương pháp và sử dụng những kỹ thuật in tốn kém hơn so với các bản in thương mại thông thường. Chúng phổ biến nhất từ những năm 1790 đến 1830, và nhiều nghệ nhân hàng đầu đều đã từng thực hiện sản xuất chúng.

## Áp dụng
Surimono thường được các hội thơ ủy quyền để minh họa cho những bài thơ đoạt giải, trong cuộc thi thơ do hội đồng đánh giá. Các bản in như vậy thường có định dạng nhỏ, thường khoảng 205 × 185 mm, khiến việc khắc chạm các ký tự Kanji đòi hỏi rất nhiều kỹ năng tay nghề. Các nghệ sĩ kịch Kabuki cũng đặt in áo surimono để kỷ niệm các sự kiện quan trọng trong sự nghiệp của họ, chẳng hạn như các dịp kế thừa tên hay màn ra mắt sân khấu của con trai họ.